# New Zealand Memorial

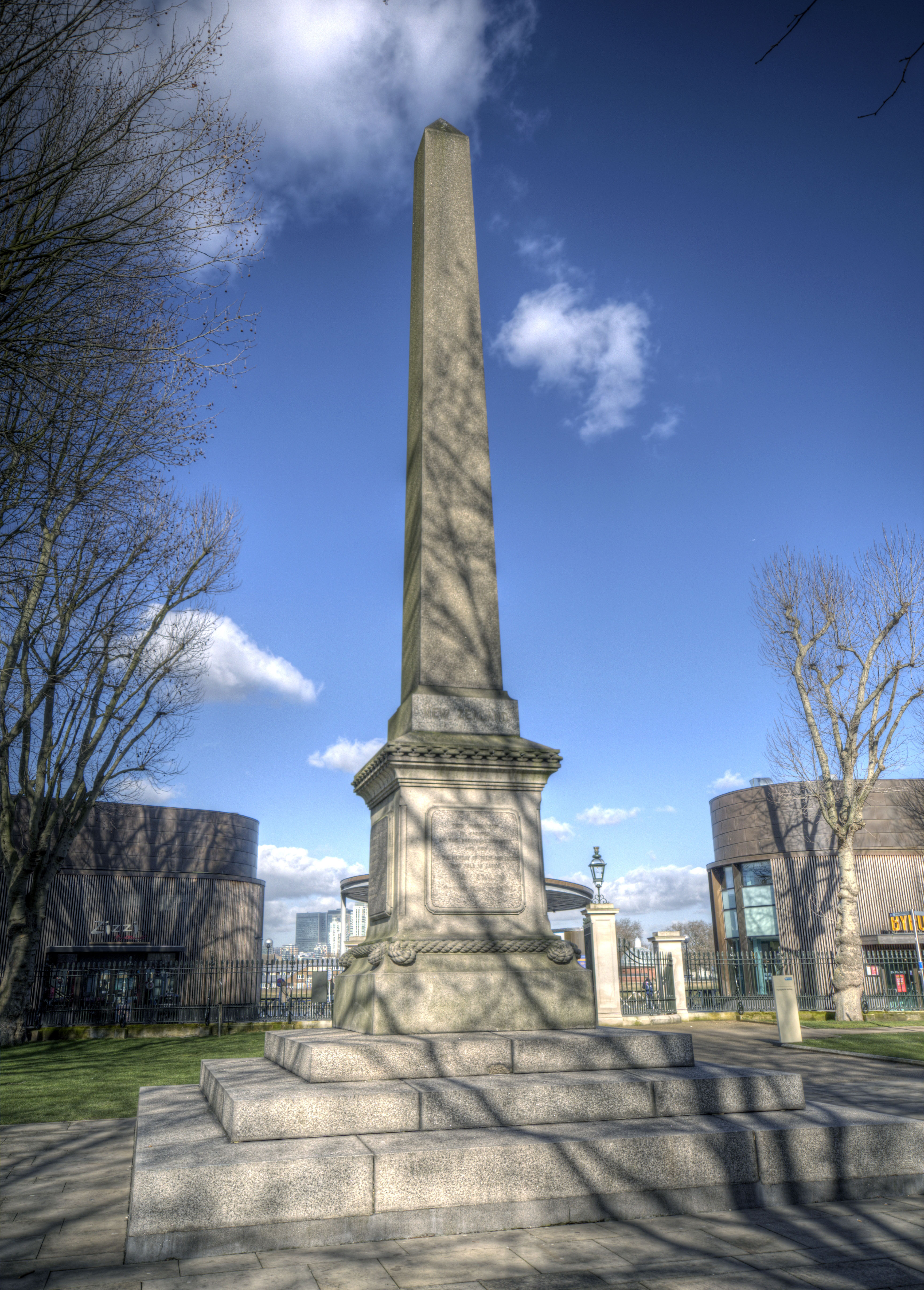
Mémorial de la Nouvelle-Zélande à Greenwich

Le mémorial de la Nouvelle-Zélande est un obélisque situé à Greenwich à Londres, qui commémore 21 officiers britanniques et hommes de la Royal Navy morts dans la guerre de Nouvelle-Zélande de 1863-1864. Le mémorial est situé près de la Tamise, à l'est du Cutty Sark, à proximité du Royal Naval College de Greenwich. Il est devenu un bâtiment classé Grade II en 1973.
L'obélisque est en granit de Cornouailles gris-rose. Il se dresse sur un socle carré qui repose sur trois larges marches. Le socle est décoré de moulures ressemblant à des chaînes et des cordes, et porte des inscriptions de chaque côté. Il a été construit vers 1872.
Les 21 morts commémorés par le mémorial comprennent le capitaine John Fane Charles Hamilton (qui commandait le HMS Esk et d'après qui la ville de Hamilton est nommée), le commandant Edward Hay (qui commandait le HMS Harrier), et d'autres officiers et hommes d'Esk, Harrier, et HMS Curacoa, HMS Eclipse et HMS Miranda.
Le mémorial a été conçu par Frederick Sang, qui a été commandé par un fonds commémoratif dirigé par le contre-amiral Sir William Wiseman, 8e baronnet, ancien commodore de la station australienne. L'obélisque a été réalisé par Charles Raymond Smith.

## Voir également
- Liste de l'art public à Greenwich